# Брег об Кокри
Брег об Кокри (словен. Breg ob Kokri) је насељено место у општини Преддвор, Горењска регија, Словенија.

## Историја
До територијалне реорганизације у Словенији био је у саставу старе општине Крањ.

## Становништво
У попису становништва из 2011. године, Брег об Кокри је имао 108 становника.
| Број становника према пописима | Број становника према пописима | Број становника према пописима |
| ------------------------------ | ------------------------------ | ------------------------------ |
| 1991                           | 2002                           | 2011                           |
| 105                            | 105                            | 108                            |

Напомена: До 1955. исказивано под именом Брег.

## Галерија
- унутрашњост цркве
- прозор у цркви